# Regina C. Elandt-Johnson
Regina C. Elandt-Johnson (ur. 22 listopada 1918 w Nowogrodzie, zm. 31 maja 2011 w Chapel Hill) – polska matematyczka specjalizująca się w statystyce, szczególnie w zakresie biometrii i genetyki, nauczycielka akademicka, od 1964 zamieszkała na stałe w USA.

## Życiorys
Regina Elandt interesowała się matematyką już w szkole powszechnej, do której uczęszczała w Nowogrodzie. Naukę kontynuowała w Żeńskim Gimnazjum im. Marii Konopnickiej w Łomży. W 1937 r. zaczęła studia matematyczne na Uniwersytecie Stefana Batorego w Wilnie. Przerwała je z powodu wybuchu II wojny światowej i zamknięcia uczelni. Podczas wojny mieszkała w Zakopanem, Nowogrodzie, Sandomierzu, potem w Łomży. Od 1940 r. była członkinią młodzieżowej grupy walki podziemnej w Okręgu Łomża AK-PN. Prowadziła redakcję gazetki „Głos Orła” (później „Awangarda”).
Studia dokończyła na Uniwersytecie Poznańskim w 1946 r., uzyskując dyplom magistra filozofii w zakresie matematyki. Bezpośrednio po studiach pracowała w Katedrze Doświadczalnictwa Rolniczego i Biometrii Uniwersytetu Poznańskiego. W 1955 r. otrzymała tam stopień doktora nauk matematycznych po obronie pracy Zastosowanie statystyki matematycznej do doświadczalnictwa rolniczego. W 1958 r. została docentem. W 1963 r. powierzono jej kierownictwo nowo utworzonej Katedry Statystyki Matematycznej na Wydziale Rolniczym Wyższej Szkoły Rolniczej w Poznaniu.
W 1964 r. wyszła za mąż za profesora Normana L. Johnsona (1917-2004), z którym wyjechała do USA, gdzie oboje dostali pracę na Uniwersytecie Karoliny Północnej w Chapel Hill. Regina C. Elandt-Johnson otrzymała profesurę nadzwyczajną (associate professor) w Katedrze Biostatystyki uniwersyteckiej Szkoły Zdrowia Publicznego (School of Public Health). W uznaniu badań nad zastosowaniem rachunku prawdopodobieństwa i statystyki matematycznej w genetyce otrzymała profesurę zwyczajną.
W 1985 r. przeszła na emeryturę.
Przebywając zagranicą, utrzymywała kontakt z macierzystą uczelnią w Poznaniu, kontaktowała się z jej kadrą, a uniwersyteckiej bibliotece podarowała wartościowe i wówczas trudno dostępne książki i czasopisma naukowe. W Chapel Hill opiekowała się stypendystkami i stypendystami z Polski. W 2001 Akademia Rolnicza im. Augusta Cieszkowskiego w Poznaniu nadała jej tytuł doktora honoris causa.
Wraz z mężem wspierała, przez Podlaski Oddział Stowarzyszenia „Wspólnota Polska”, wszechstronne działania na rzecz Polonii na Kresach Wschodnich oraz na terenie Białostocczyzny, jak również edukację dzieci w Indiach, krajach Afryki i Salvadorze.
Regina C. Elandt-Johnson została pochowana na cmentarzu w Chapel Hill. Pozostawiła po sobie rodzinę: Marka, Margaret, Antoniego i Filipa Maciolowskich mieszkających w Chapel Hill oraz siostrzeńców i bratanków w Polsce.

## Praca naukowa
Regina Elandt już na drugim roku studiów zaczęła pracę w Katedrze Meteorologii Uniwersytetu Stefana Batorego w Wilnie. Podczas studiów w Poznaniu pracowała w Państwowym Instytucie Hydrologiczno-Meteorologicznym, a od 1946 w Katedrze Doświadczalnictwa Rolniczego i Biometrii Uniwersytetu Poznańskiego. Wyniki prac publikowała w „Rocznikach Nauk Rolniczych”, „Wiadomościach Chemicznych”, „Pracach Instytutu Włókien Łykowych”, „Acta Agrobotanica”, „Zastosowaniach Matematyki”, „Bulletin de l’Académie Polonaise des Sciences”. Dzięki rocznemu stypendium mogła pracować w Department of Statistics University College London. Po powrocie kontynuowała badania naukowe nad metodami i zastosowaniami statystyki matematycznej w doświadczalnictwie rolniczym oraz genetyce i hodowli roślin. Zaczęła publikować także w czasopismach zagranicznych „Acta Agronomica Academiae Scientiarum Hungaricae”, „Techno-metrics”, „Annals of Mathematical Statistics”, „Biometrics”, „Sankhyã: The Indian Journal of Statistics”. Od 1973 zajmowała się zastosowaniem statystyki matematycznej w analizie przeżywalności i zagadnieniach epidemiologii, skupiając się na uwzględnieniu rozkładów czasu przeżywalności i teorii współdziałających przyczyn zdarzenia. Wyniki badań prezentowała w czasopismach specjalistycznych. Łącznie opublikowała 62 prace naukowe i 3 podręczniki. Ponadto wielokrotnie wygłaszała referaty, odczyty seminaryjne i wykłady na konferencjach, sympozjach, spotkaniach naukowych, kursach szkoleniowych, szkołach letnich organizowanych przez różne towarzystwa i instytucje naukowe w Polsce, USA, Australii, Kanadzie, Republice Południowej Afryki, Wielkiej Brytanii i Niemczech.

## Praca dydaktyczna
Regina Elandt pracę naukową łączyła z pracą dydaktyczną. W Poznaniu prowadziła wykłady i ćwiczenia z matematyki dla studentów i studentek rolnictwa, ogrodnictwa i zootechniki, z matematyki wyższej na studiach magisterskich, ze statystyki matematycznej i podstaw doświadczalnictwa. Wykładała metody statystyczne na kursach dla pracowników nauki. W Chapel Hill prowadziła wykłady z podstaw statystyki dla studentów i studentek różnych specjalizacji medycznych. Wykładała podstawy i zastosowania rachunku prawdopodobieństwa i statystyki matematycznej dla magistrantów i doktorantów zajmujących się biostatystyką. Mentorowała osobom przygotowującym prace magisterskie ze statystycznej teorii przeżywalności i z zastosowań metod statystycznych w epidemiologii. Promowała dwa przewody doktorskie ze statystycznej teorii przeżywalności. Brała udział w komisjach przewodów doktorskich. Była konsultantką i doradczynią w Chapel Hill. Konsultowała działania kilku instytucji amerykańskich.

## Wybrane publikacje
- tłum. z j. ros. na j. ang. książki J. Linnika Method of Least Squares and Principles of the Theory of Observations (1960)[6]
- Statystyka matematyczna w zastosowaniu do doświadczalnictwa rolniczego. PWN Warszawa 1964, 595 ss.[7]
- Probability Models and Statistical Methods in Genetics. Books on Demand 1971, 592 ss. ISBN 0317-280-775[8]
- Survival Models and Data Analysis. John Wiley & Sons 1980. ISBN 0471-349-925 (wsp. Norman L. Johnson)[9]

## Odznaczenia
- Krzyż Armii Krajowej (1980)[2]

## Upamiętnienie
W 2004 powstała Fundacja Jaśmin imienia jej i jej męża.